# (4282) Endate
(4282) Endate – planetoida z grupy pasa głównego asteroid okrążająca Słońce w ciągu 3 lat i 256 dni w średniej odległości 2,39 j.a. Została odkryta 28 października 1987 roku w Kushiro przez Seiji Uedę, Hiroshi Kanedę. Nazwa planetoidy pochodzi od Kina Endate (ur. 1960), japońskiego astronoma współodkrywcy 594 asteroid. Przed jej nadaniem planetoida nosiła oznaczenie tymczasowe (4282) 1987 UQ1.